# Sistemul Electronic de Plăți
Sistemul Electronic de Plăți (SEP) din România este un sistem a cărui componente sunt ReGIS (sistemul cu decontare pe bază brută în timp real), SENT (casa de compensare automată) și SaFIR (sistemul de depozitare și decontare a operațiunilor cu titluri de stat).
ReGIS este administrat de Banca Națională a României (BNR) și a devenit operațională din 8 aprilie 2005, SENT este administrat de Transfond și e operațional din 13 mai 2005, iar SaFIR e administrat de BNR și e operațional din 3 octombrie 2005.